# Bérengère Schuh
Bérengère Schuh, född 13 juni 1984, är en fransk idrottare som tog brons i bågskytte vid olympiska sommarspelen 2008 i Peking.
Bérengère Schuh började med bågskytte som 13-åring och gjorde sin landslagsdebut 1999 vid kadett-EM i Lilleshall. Hennes första vinst på seniornivå var ett guld på Inomhus-VM i Nîmes 2003, hon tog även guld i lagtävlingen vid Inomhus-VM 2007 i Izmir där hon även tog en individuell silvermedalj.
Schuh gjorde sin världscupdebut 2007 och tog ett EM-guld 2008 i Vittel. Hon kom sedan på en individuell 10:e plats och tog ett brons i lagtävlingen vid de olympiska bågskyttetävlingarna 2008 i Peking. Efter att ha återvänt från skada under säsongen avslutade Schuh 2011 med en individuell 4:e plats på världsmästerskapen. Hon tog ett EM-guld i lagtävlingen 2012 och kom på en åttondeplats i den individuella tävlingen vid sommar-OS 2012.
En axeloperation höll henne borta från tävling i nästan ett år mellan maj 2013 och april 2014. När hon återvände till världscupen i Shanghai 2014 slutade Schuh på nionde plats totalt. Hon tog en silvermedalj i mixedlag, tillsammans med Jean-Charles Valladont, vid EM i bågskytte 2016 i Nottingham. Bérengère Schuh avslutade sin bågskyttekarriär två månader senare vid en världscupstävling i Antalya.

## Meriter

### Olympiska meriter
| Spel | Gren                                    | Rankingrunda | Rankingrunda | 32-delsfinal                                   | 16-delsfinal                           | 8-delsfinal                       | Kvartsfinal                   | Semifinal              | Final                        | Final |
| Spel | Gren                                    | Poäng        | Seed         | Resultat                                       | Resultat                               | Resultat                          | Resultat                      | Resultat               | Resultat                     | Plats |
| ---- | --------------------------------------- | ------------ | ------------ | ---------------------------------------------- | -------------------------------------- | --------------------------------- | ----------------------------- | ---------------------- | ---------------------------- | ----- |
| 2004 | Individuellt                            | 626          | 31           | Elpida Romantzi (GRE) (34) L 143–151           | Gick inte vidare                       | Gick inte vidare                  | Gick inte vidare              | Gick inte vidare       | Gick inte vidare             | 43    |
| 2004 | Lag med Aurore Trayan Alexandra Fouace  | 1847         | 13           | N/A                                            | N/A                                    | Polen W 226-224                   | Indien W 228-227              | Sydkorea L 234-249     | Kinesiska Taipei L 228-242   | 4     |
| 2008 | Individuellt                            | 645          | 14           | Pia Carmen Maria Lionetti (ITA) (51) W 112–107 | Sayoko Kitabatake (JPN) (46) W 112–100 | Joo Hyun-Jung (KOR) (3) L 104–109 | Gick inte vidare              | Gick inte vidare       | Gick inte vidare             | 10    |
| 2008 | Lag med Virginie Arnold Sophie Dodemont | 1903         | 5            | N/A                                            | N/A                                    | Bye                               | Polen (4) W 218-211           | Sydkorea (1) L 213-184 | Storbritannien (2) W 203-201 | 3     |
| 2012 | Individuellt                            | 640          | 37           | Kaori Kawanaka (JPN) (28) W 3–1                | Lin Chia-en (TPE) (5) W 3–2            | Choi Hyeonju (KOR) (21) W 3–2     | Khatuna Lorig (USA) (3) L 1–3 | Gick inte vidare       | Gick inte vidare             | 8     |